# پارلمان لیختن‌اشتاین

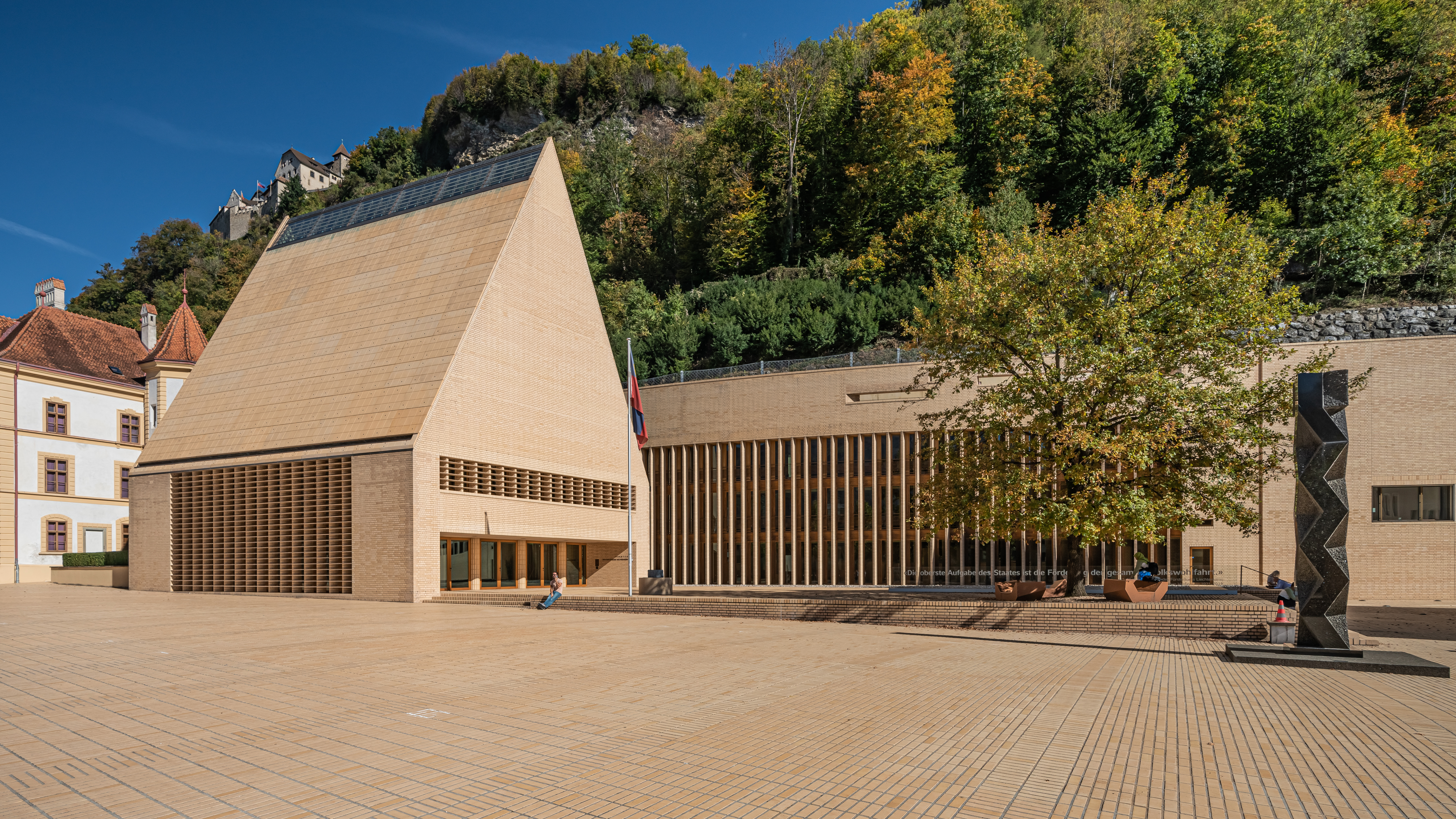
ساختمان پارلمان تک مجلسی لیختن‌اشتاین

پارلمان سلطنتی لیختن‌اشتاین ( آلمانی: Landtag des Fürstentums Liechtenstein   ) پارلمان تک‌مجلسی لیختن‌اشتاین است.

## صلاحیت ها
شهروندانی که دارای ۱۸ سال سن و اقامت دائم در کشور بوده و حداقل یک ماه قبل از انتخابات در کشور زندگی کرده باشند، واجد شرایط رای دادن هستند و همه واجدین شرایط می توانند برای انتخابات شرکت کنند. گروهی متشکل از حداقل ۳۰ رای دهنده در هر حوزه حق دارند فهرستی از نامزدها را معرفی کنند. با این حال، رای دهندگان فقط می‌توانند از کاندید یک لیست حمایت کنند.

## انتخابات
بر اساس قانون اساسی ۱۹۲۱ ، میزان ۱۵ عضو برای مجلس تعیین شد. اصلاحیه قانون اساسی که در همه پرسی سال ۱۹۸۸ تصویب شد، این تعداد را با شروع انتخابات ۱۹۸۹ به ۲۵ عضو افزایش داد. هر یک از ۲۵ عضو برای یک دوره چهار ساله از طریق لیست باز نمایندگی تناسبی از دو حوزه انتخابیه، اوبرلند با ۱۵ کرسی و آنترلند با ۱۰ کرسی انتخاب می‌شوند. در آستانه انتخابات ۸ درصد (که برابر با ۲ کرسی است). آنترلند شامل اشن (لیختن‌اشتاین), گمپرین, ماورن, روگل و شلنبرگ می‌باشد . اوبرلند متشکل از بالزرس، پلانکن ، شان، تریزن، تریزنبرگ و فادوتس است. به شیوه لیست باز مورد استفاده قرار می‌گیرد، نوعی ادغام است که به رای دهندگان اجازه می‌دهد تا به تعداد نامزدهایی که باید تامین شود، رای دهند، همچنین نام ها را از یک لیست حذف و به  لیست دیگری اضافه کنند.